# فرانسيس كلارك
فرانسيس كلارك (بالإنجليزية: Frances Clark)‏ هي مدرسة بيانو ‏ وعازفة بيانو أمريكية، ولدت في 28 مارس 1905 في غوشين في الولايات المتحدة، وتوفيت في 17 أبريل 1998 في هايتستاون في الولايات المتحدة.